# ASF+SDF Meta-Environment
O ASF+SDF Meta-Environment é uma IDE de código aberto para geração de ferramentas a partir da definição formal de uma linguagem. Este ambiente é baseado na linguagem de reescrita de termos ASF+SDF, onde esta é uma extensão ao formalismo SDF para definição de gramáticas livres de contexto. A ferramenta é utilizada principalmente para geração de compiladores e análise e transformação de programas. O acrônimo ASF+SDF vem da abreviação dos termos Algebraic Specification Formalism e Syntax Definition Formalism dados na língua inglesa.

## Visão Geral
O ASF+SDF Meta-Environment é uma ferramenta de código aberto para a geração de uma série de outras ferramentas voltadas para tratamento de programas fonte descritos em uma determinada linguagem. Estas linguagens devem ser definidas através dos formalismos adotados pelo Meta-Environment, que são o ASF e o SDF.
O Meta-Environment pode ser utilizado com diferentes propósitos, incluindo:
- Análise sintática de linguagens de programação. Estas podendo ser novas linguagens ou mesmo linguagens já definidas como por exemplo Java e C.
- Análise do código fonte.
- Transformação do código fonte.
- Geração de código.
- Definição e implementação de linguagens específicas de domínio.
- Geração e prototipação rápida de ambientes integrados de desenvolvimento (IDE) para linguagens de programação e linguagens específicas de domínio.
- Geração de documentação a partir do código fonte.
- Compilação de linguagens específicas de domínio.
- Descrição formal da sintaxe e semântica de linguagens de programação.

### Arquitetura[1]
A arquitetura do Meta-Environment é composta dos seguintes grupos de componentes:
- núcleo: Componentes que prove funcionalidades básicas como por exemplo a interface com usuário e edição.
- SDF: Todos os componentes relacionados com a definição e análise da sintaxe.
- ASF: Todos os componentes relacionados com a linguagem ASF e o sistema de reescrita de termos.

A comunicação entre os componentes de cada grupo é feita através de um componente chamado ToolBus. Onde este coordena a comunicação entre os componentes pela definição de um script toolbus, também conhecido como Tscript. A linguagem do Tscript é uma linguagem concorrente que permite a definição de processos paralelos, a comunicação entre estes processos e a interação entre os processos e ferramentas existentes no Meta-Environment.